# Jekyll e Heidi
Jekyll e Heidi (Jekyll and Heidi) è il settantaseiesimo racconto della collana Piccoli brividi, dello scrittore statunitense R. L. Stine.
Il titolo dell'opera è un chiaro riferimento al romanzo Lo strano caso del dottor Jekyll e del signor Hyde di Robert Louis Stevenson (1886): da notare che quest'opera viene citata frequentemente nel racconto e addirittura lo stesso Aaron crede che Palmer Jekyll sia un lontano parente del dottor Jekyll del romanzo di Stevenson, cosa ovviamente impossibile. Inoltre il titolo del racconto è un gioco di parole poiché il nome "Heidi" somiglia molto a "Hyde".
Il nome dell'amico di Heidi, Aaron Freidus, è lo stesso del protagonista de Il licantropo, settantanovesimo romanzo della stessa serie. Tuttavia non c'è alcuna connessione fra i due.
La copertina del libro, realizzata da Tim Jacobus, rappresenta un essere umanoide (presumibilmente Palmer Jekyll) mentre si sta trasformando in un laboratorio, con Heidi che osserva sconvolta la scena. Questo, però, non corrisponde al vero finale del libro dove l'essere mostruoso non è Jekyll bensì sua figlia Marianna.

## Trama
Heidi Davidson è una dodicenne di Springfield divenuta da poco orfana dopo aver perso i genitori in un terribile incidente stradale che viene quindi affidata allo zio Palmer Jekyll, che vive a Shepherd Falls nel New England assieme alla figlia Marianna. Non appena giunge alla stazione dei pullman, Heidi conosce Aaron Freidus, un ragazzo di dodici anni come lei, che l'avverte di un essere mostruoso che gira nel paesino terrorizzando gli abitanti, riferendole che il principale sospettato è proprio lo zio Jekyll. Giunta nella lugubre ed enorme casa dello zio, Heidi rivede sua cugina Marianna (che però si dimostra estremamente fredda nei suoi confronti) e suo zio Jekyll che, non appena sente dalla nipote che in paese girano strane voci sul suo conto, si arrabbia furiosamente. Come se non bastasse, Heidi nota la tappezzeria divelta in una stanza, come se fosse stata una bestia feroce a provocare tali artigliate.
La notte seguente Heidi sente voci spaventate e rumori di sirene provenire dal paese e, scesa al pian terreno, vede suo zio malridotto e in pessimo stato. Quando poi sente suo zio e Marianna litigare il giorno dopo a colazione decide di scoprire la verità, ma la cugina si rifiuta di parlarle. Quella notte Heidi sogna di essere morsa ad una spalla da una bestia mostruosa e, svegliatasi di soprassalto, trova un vecchio diario in uno scompartimento segreto della libreria. Leggendolo, scopre che lo zio Jekyll sentiva un'irrefrenabile forza dentro di sé e si era tramutato in un mostro. Decisa a scoprire la verità, Heidi si nasconde nel laboratorio di suo zio; ella vede poi Jekyll bere due provette piene di liquido ma viene da lui scoperta e rinchiusa in camera sua, mentre l'uomo corre in paese. Heidi riesce a scappare e, giunta nel paesino, le si para davanti una scena apocalittica: diverse case sono in fiamme e la polizia sta girando armata. Poi la ragazza vede una strana e mostruosa creatura simile ad un lupo che l'attacca ma viene salvata da Aaron, che per poco non finisce carbonizzato nell'incendio. Heidi torna nella casa dello zio e si rintana nel laboratorio quando scopre che la bestia l'ha seguita e si sta preparando per attaccarla.
A quel punto, però, alle spalle della bestia compare lo zio Jekyll che riesce a fermarla: dunque non era lui la bestia. Ella infatti, poco dopo, riprende le sue vere sembianze: era Marianna! A quel punto Jekyll confessa ad Heidi che cinque anni prima lui e Marianna erano andati in Europa e la figlia era stata morsa in un bosco da un lupo e da allora è stata condannata ad un triste destino: di giorno è un'umana ma di notte diventa una bestia feroce e terrificante. Per questo Jekyll passava così tante ore nel laboratorio: stava cercando una cura per la figlia, arrivando a sperimentare su se stesso le varie pozioni. Quando poi si accorgono che gli abitanti del paese hanno intenzione di bruciare la villa, i tre decidono di fuggire in una galleria segreta ma, ad un tratto, Heidi torna indietro per recuperare il diario misterioso. Recuperatolo, fugge via assieme ad Aaron ma perde completamente le tracce di Jekyll e Marianna. Una volta giunta a casa dell'amico, Heidi legge l'ultima pagina di diario scritta di recente, scoprendo che il diario non era di Jekyll ma di Marianna. Ella aveva scritto di aver lasciato il diario nella cameretta di Heidi e che, spinta da un bisogno irrefrenabile, l'aveva morsa ad una spalla: non era stato affatto un sogno!

## Personaggi
- Heidi Davidson: la protagonista della storia, una ragazzina orfana che va a vivere con suo zio Jekyll.
- Palmer Jekyll: zio di Heidi, è uno scienziato. Tutti credono sia un essere mostruoso ma non è così.
- Marianna Jekyll: la cugina di Heidi, una ragazza seria e nervosa. Nasconde un terribile segreto.
- Aaron Freidus: un ragazzo del posto che diventa subito amico di Heidi.
- Sylvia: la governante di casa Jekyll.

## Edizioni
- R. L. Stine, Jekyll e Heidi, traduzione di Cristina Scalabrini, collana Piccoli brividi, Arnoldo Mondadori Editore, 2001,  p. 143, ISBN 88-04-48886-7.